# Waxhaws
Waxhaws é uma área geográfica na fronteira entre Carolina do Norte e Carolina do Sul, Estados Unidos.